# تولوئن دی‌ایزوسیانات
تولوئن دی ایزوسیانات (TDI) یکی از اعضای خانوادهٔ ایزوسیانات‌ها است که مرتبط با شاخه شیمی پلی یورتان‌ها است. در فرایند تی دی آی، تولوئن دی آمین (TDA) با واکنش مجاورتی دی نیتروتولوئن ساخته می‌شود. TDA نیز به نوبه خود با کربنیل دی کلراید واکنش می‌دهد تا تولوئن دی ایزوسیانات (TDI) تولید شود. تولوئن دی ایزوسیانات تولید شده در واحدهای پتروشیمی معمولاً ترکیب۸۰ به۲۰ ایزومرهای تی دی آی ۴٬۲ و ۶٬۲ با حداقل عیار ٪ ۹۹/۵ است.

## کاربردهای تولوئن دی ایزوسیانات (TDI)
تولوئن دی ایزوسیانات کاربردهای بسیار گسترده‌ای دارد. این کاربردها از صنایع مبلمان، وسایل خواب و فوم زیر فرشی گرفته تا وسایل ترابری و صنایع بسته‌بندی گسترده‌است. همچنین این ماده در تولید روکش‌ها و پوشش‌ها، درزگیر، چسب‌ها و الاستومرها کاربرد دارد.

## شرایط بارگیری و ترابری
جهت بارگیری و ترابری نمونه‌های این محصول باید دقت و احتیاط کافی لحاظ شود. در دمای ۲۰ تا ۲۴ درجه سانتی گراد ذخیره‌سازی شود. حین نمونه‌گیری باید از استنشاق این ماده و تماس پوستی اجتناب به عمل آید و از وسایل مناسب ایمنی استفاده شود. حمل کانتینرها با احتیاط صورت پذیرد، زیرا پس ماندها قابل احتراق هستند. هنگام پاکسازی یا تعمیر وسایل آلوده شده با این محصول می‌بایست از کلیه لباس‌ها و وسایل ایمنی مانند ماسک، لباس مناسب، دستکش و چکمه استفاده شود تا از هرگونه تماس مستقیم جلوگیری شود. بشکه‌های خالی و غیرقابل برگشت ایزوسیانات با استفاده از آب گندزدایی شود. درب بشکه باز گذاشته و تا حداقل ۴۸ ساعت به همین صورت باقی بماند. پس از ۴۸ ساعت با حلال کربنات سدیم (۵ تا ۱۰٪) شسته شود.
در کانتینرهای دربستهٔ مطمئن و دارای منفذهای دور از تماس مستقیم کارکنان، حمل گردد. در محلی ایمن از آب یا نَم و نور مستقیم آفتاب نگهداری شود. در کانتینرهای گالوانیزه یا سایر فلزات قابل خوردگی ذخیره‌سازی نشود. حمل و ذخیره‌سازی در کانتینترهای فولادی در ارجحیت است. به علت احتمال جذب آب از طریق پلاستیک، ذخیره‌سازی در کانتینرهای پلی اتیلن خطرناک است.

### جزییات بسته‌بندی
برای بسته‌بندی محصول تی دی آی از بشکه‌های ۲۲۰ لیتری (حدود ۲۵۰ کیلوگرم) فولادی استفاده می‌شود و ۴ بشکه روی یک پالت چوبی قرار می‌گیرند.